# Tecklenburg (stad)

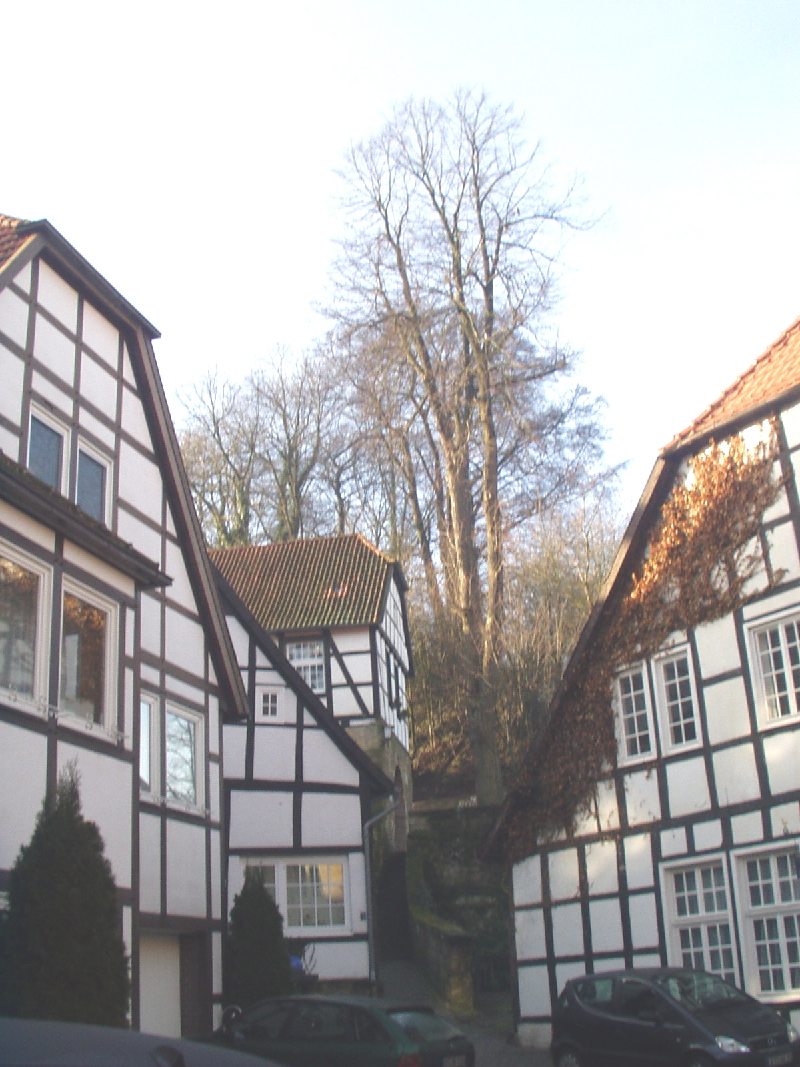
Tecklenburg

Tecklenburg is een stad en gemeente in de Duitse deelstaat Noordrijn-Westfalen. De stad ligt in het Teutoburgerwoud, in de Kreis Steinfurt. De gemeente Tecklenburg telt 9.138 inwoners (31 december 2020) op een oppervlakte van 70,37 km².

## Stadsdelen
De gemeente Teckenburg bestaat uit vier stadsdelen:
- Tecklenburg-stad (ca. 2.500 inwoners)
- Brochterbeck, ten westen van het stadje; dit dorp heeft incl. omliggende gehuchten  ca. 2.700 inwoners; de in 1950 geopende kalkgroeve is in 2014 gesloten.
- Ledde, ten noord-noordoosten van het stadje; dit dorp heeft incl. omliggende gehuchten  ca. 1.700 inwoners; hier zijn archeologische vondsten gedaan, waaruit blijkt, dat hier  tussen 9600 en 6500 v.C. mensen van een vroeg neolithische cultuur leefden; het dorp is in 1160 voor het eerst in een document vermeld.
- Leeden, ten oosten van het stadje en van de Autobahn A1, aan de voet van de 202 m hoge Leeder Berg; dit dorp heeft incl. omliggende gehuchten  ca. 2.300 inwoners. Leeden werd voor het eerst vermeld in een oorkonde uit 1068. Het schilderachtige dorp bezit een oud kerkje met aanpalend Stiftshaus, restanten van het begin 19e eeuw opgeheven klooster. Ook is er een aardig dorpsplein met vijver.

## Geschiedenis
Het kleine graafschap van Tecklenburg ontstond in de 12e eeuw. Het bestond uit het Tecklenburger Land; de westelijke uitlopers van de heuvels in het Teutoburgerwoud. In 1263 werd het graafschap door het naburige graafschap van Bentheim geannexeerd, maar tot aan het eind van de 19e eeuw was er een graaf van Tecklenburg. 
Tecklenburg zelf, dat rondom het in de 18e eeuw gesloopte grafelijke kasteel was ontstaan,  kreeg in 1388 stadsrechten, en werd in de 16e eeuw bij de Reformatie protestants.
In de 17e eeuw wist de plaatselijke gravin, die protestants was, de Nederlandse arts Johannes Wier, die ijverde tegen de heksenvervolging uit die tijd, ertoe over te halen, in Tecklenburg te komen preken. Tijdens zijn bezoek aan Tecklenburg overleed Wier. De heksenvervolging vond inderdaad niet plaats.
De families Krummacher en Von Bodelschwingh uit Tecklenburg brachten in de late 18e eeuw en in de 19e eeuw verscheidene protestantse theologen van betekenis voort.

## Bezienswaardigheden
Tecklenburg heeft een schilderachtig middeleeuws centrum met veel vakwerkhuizen. De belangrijkste bezienswaardigheden zijn de ruïne van het kasteel met openluchttheater. Ook de Legge is bijzonder. In deze overbouwing (poort) werd het in thuiswerk geproduceerde linnen gekeurd, voordat het als Tecklenburger linnen kon worden verhandeld.
Verder is er de Stadtkirche waar de graven van Tecklenburg liggen begraven. Op de kerk is een plaquette bevestigd ter nagedachtenis aan de Nederlandse arts Johannes Wier, voor wie in 1884 nabij de kasteelruïne te Tecklenburg ook de Wiertoren werd opgericht.
De Hermannsweg loopt door de stad.
Tecklenburg herbergt sinds 2015 een aan het vroege werk van de schilder Otto Modersohn gewijd museum.
Het museumspoor is vanwege schade aan de rails door aardverschuivingen in 2010 en 2012 en vanwege gebrek aan geld, om deze te herstellen, voorlopig gesloten. Wel staat bij op het station van Brochterbeck nog een stoomlocomotief.

## Afbeeldingen

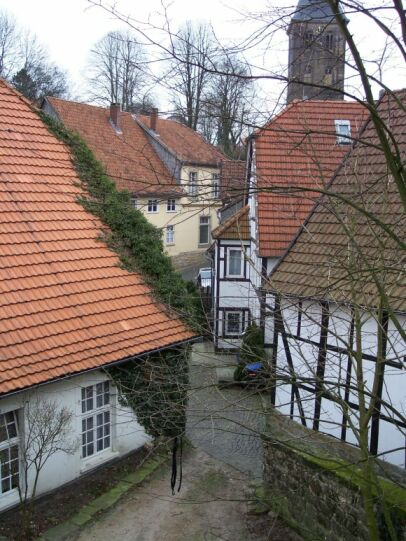
Oude stadskern
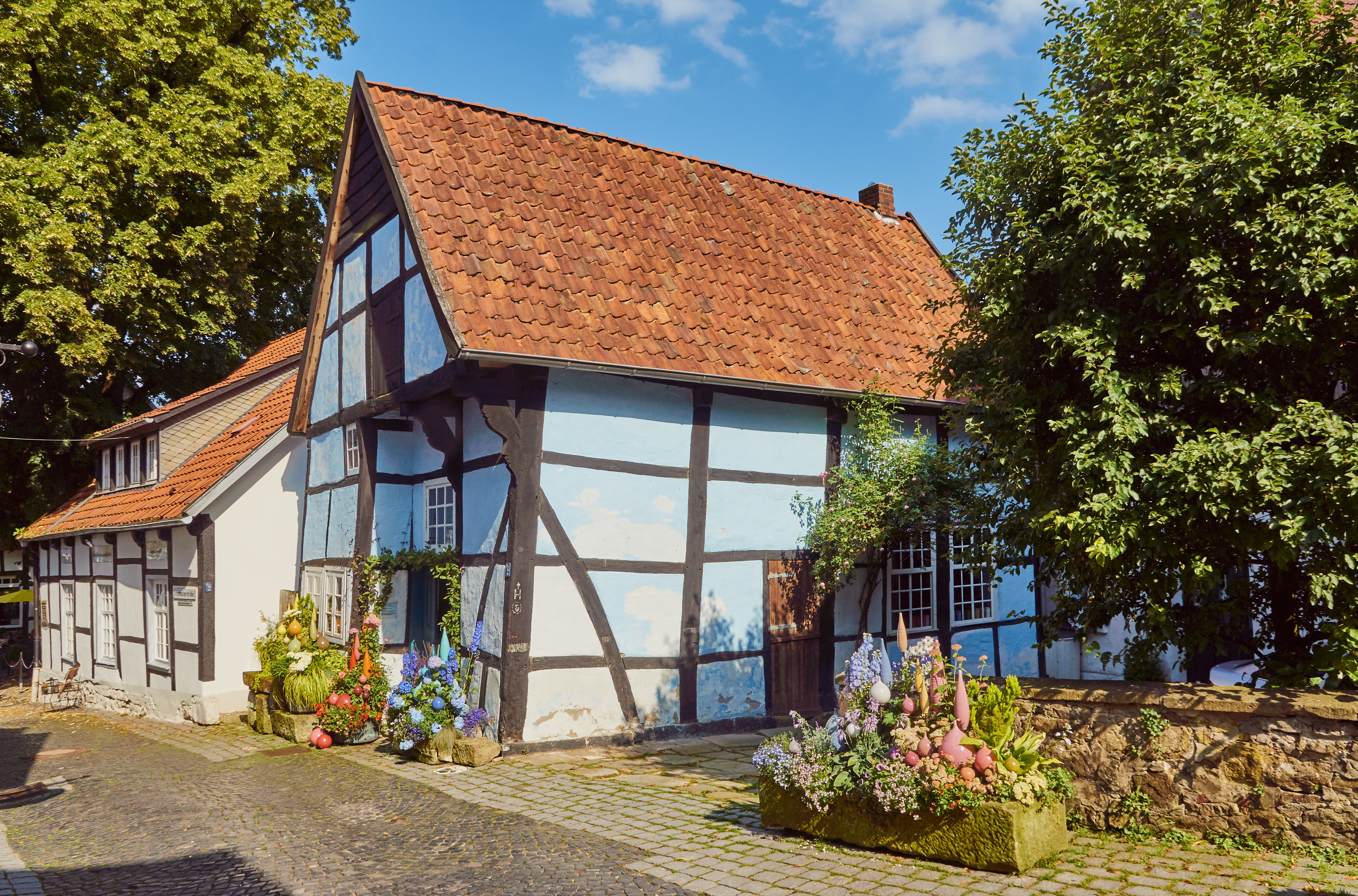
"Schiefes Haus", 1693
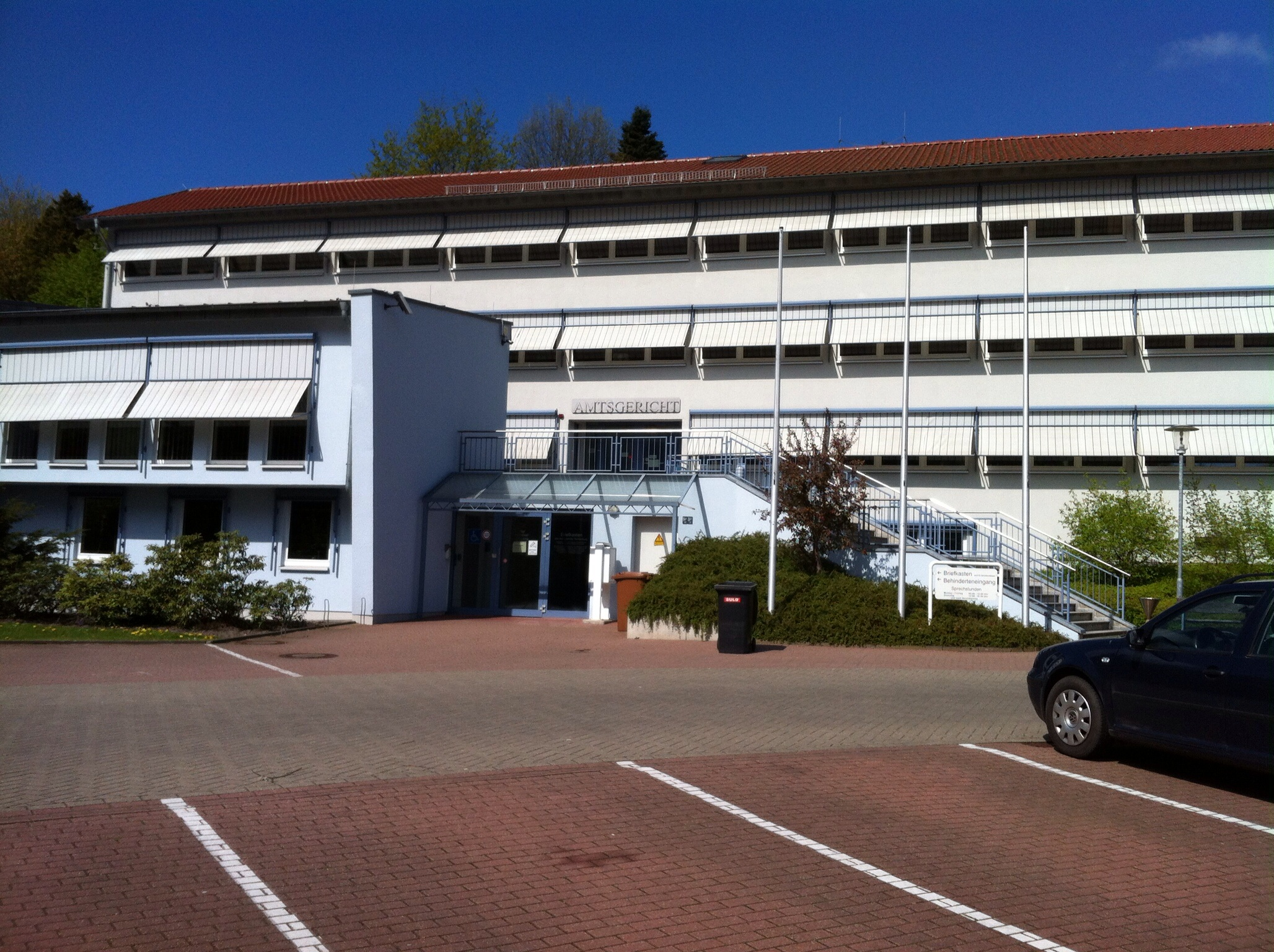
Gerechtsgebouw

Altenberge · Emsdetten · Greven · Hopsten · Hörstel · Horstmar · Ibbenbüren · Ladbergen · Laer · Lengerich · Lienen · Lotte · Metelen · Mettingen · Neuenkirchen · Nordwalde · Ochtrup · Recke · Rheine · Saerbeck · Steinfurt · Tecklenburg · Westerkappeln · Wettringen